# Öveds landskommun
Öveds landskommun var en tidigare kommun i dåvarande Malmöhus län.

## Administrativ historik
Kommunen bildades i Öveds socken i Färs härad i Skåne när 1862 års kommunalförordningar trädde i kraft. 
Vid kommunreformen 1952 uppgick kommunen i Bjärsjölagårds landskommun som upplöstes 1974 då denna del uppgick i Sjöbo kommun.

## Politik

### Mandatfördelning i Öveds landskommun 1938-1946
| 11 | 4 |

| 15 |

| 11 | 4 |

| 13 |

| 11 | 4 |

| 15 |